# Marche des fiertés de Toulouse
Pour un article plus général, voir marche des fiertés en France.
La marche des fiertés de Toulouse est une manifestation qui a lieu chaque année depuis 1994.

## Histoire

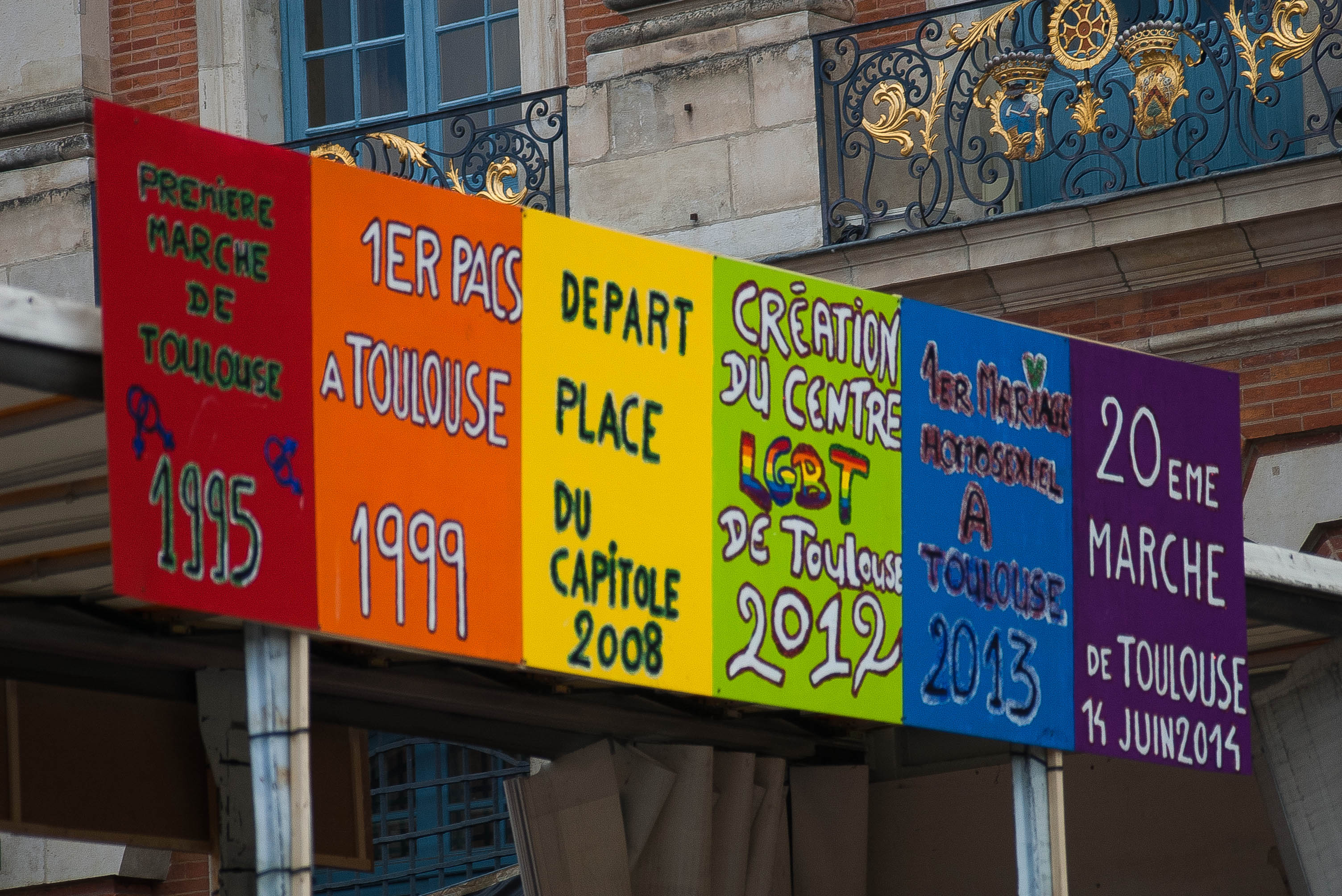
Pancarte lors de la marche des fiertés 2014

La première édition de la marche a lieu en 1994,,,,,,,.
En 2001, un drapeau arc-en-ciel se voulant être le plus grand d'Europe est mis en place sur la place de la Daurade à l'occasion de la marche.
Selon les organisateurs, l'association Arc-en-Ciel, en 2006, la fréquentation fut importante avec plus de 4 000 personnes dans le défilé auquel il faut ajouter les nombreux curieux massés sur les trottoirs. En 2007, le nombre de participants a augmenté avec plus de 6 000 personnes dans le défilé. En 2010 plus de 9 000 personnes ont participé au défilé et plus de 14 000 participants furent recensés lors de l'édition 2011[réf. nécessaire], ce qui en fait un événement majeur de la vie LGBT dans le sud-ouest de la France.
En 2013, année de l'adoption du mariage pour tous, le départ de la marche des fiertés a eu lieu devant la mairie, le Capitole, en même temps que la célébration du premier mariage homosexuel de Toulouse,.
En 2014, des incidents éclatent à la suite d'un conflit entre certains manifestants et l'association LGBT de la police nationale, Flag !.
En 2017, la préfecture de Haute-Garonne impose de nouvelles règles de sécurité, aux frais des organisateurs, pour les manifestations publiques, qui se traduisent par 20 000 euros de budget supplémentaire. Act-Up Sud Ouest y voit une manière détournée de censurer la manifestation, tandis que la préfecture estime ses attentes justifiée en raison de la menace terroriste. Les relations se tendent à nouveau entre les associations organisatrices et la préfecture en 2021, lorsque celle-ci souhaite changer le parcours de la manifestation. À la suite d'une mobilisation impliquant la communauté LGBT, avec notamment une pétition aux riverains du parcours et le refus catégorique de changer de parcours au risque d'annuler complètement la manifestation, la marche a finalement lieu sur son parcours habituel,.
Cet évènement donne lieu à d'autres évènement dans la ville, comme l'illumination du Capitole aux couleurs du drapeau LGBT depuis 2019,,,, et parfois également du pont Neuf,,.
En 2020, en raison de la pandémie de Covid-19, la marche est annulée,. Pour cette même raison, elle a en 2021 exceptionnellement lieu en octobre au lieu de juin.
L'édition 2023 attire 30 000 personnes.

### Affluences
| Année | Nombre de participants                        |
| ----- | --------------------------------------------- |
| 2000  | 8000                                          |
| 2011  | 8000                                          |
| 2012  | 10 000 à 20 000                               |
| 2013  | 13 000 (préfecture) à 25 000 (organisateurs), |
| 2014  | 6000 (préfecture) à 30 000 (organisateurs)    |
| 2015  | 25 000                                        |
| 2018  | 14 000 (préfecture) à 30 000 (organisateurs), |
| 2023  | 15 000 (préfecture) à 30 000 (organisateurs), |
| 2024  | + de 30 000                                   |

## Relations avec la mairie de Toulouse

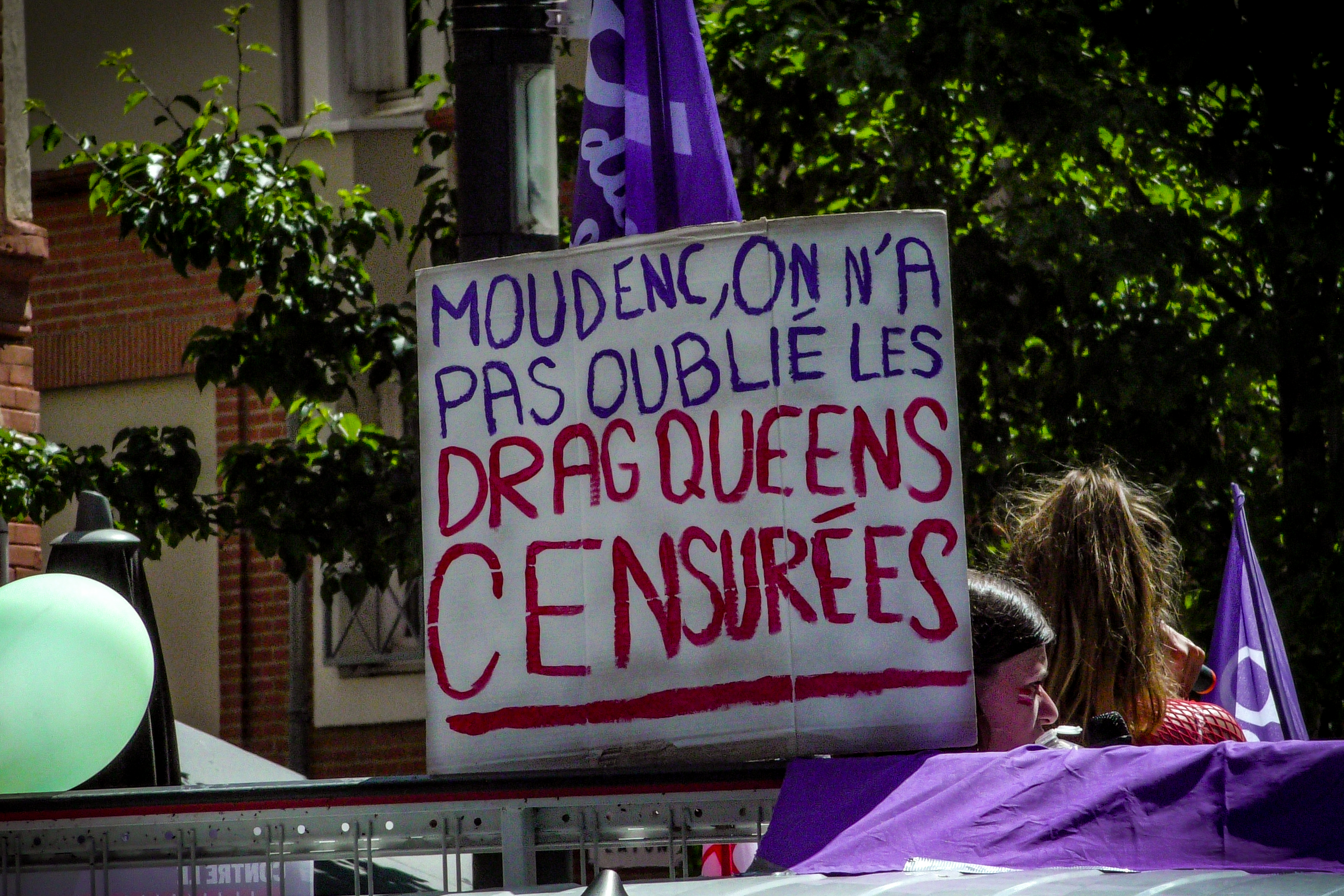
Pancarte à l'encontre du maire de Toulouse Jean-Luc Moudenc, à la marche de 2023.

La mairie de Toulouse est aujourd'hui[Depuis quand ?] l'un des partenaires institutionnels de la marche des fiertés annuelle. Les relations n'ont cependant pas toujours été au beau fixe entre la pride et la mairie.
En 1999, elle avait été qualifiée de « spectacle indécent » par l'un des adjoints, et le lieu de départ a été modifié la veille de la place du Capitole vers la place Saint-Étienne.
En 2009, le maire de Toulouse Pierre Cohen, membre du PS, a participé à la marche et a invité les élus municipaux à faire de même, en portant l'écharpe tricolore,,.
En 2013, le maire Pierre Cohen a célébré le premier mariage homosexuel de Toulouse, peu avant le départ de la marche,. Lors de cette même marche, un « mur des homophobes » a été exposé sur la place du Capitole, sur lequel figurait notamment le nom de Jean-Luc Moudenc qui deviendra le nouveau maire de Toulouse un an après. En effet, ce dernier avait participé à la Manif pour tous, qui s'opposait à la légalisation du mariage homosexuel,.
En 2018, la mairie refuse d'accéder à la demande de Pride Toulouse d'éclairer le pont Neuf, invoquant d'abord une raison technique, bien que le pont avait été éclairé en vert pour la fête de la Saint-Patrick ; puis en arguant que le monument n'a pas à « porter des débats »,. Après un bras de fer de quelques jours avec la mairie, la demande sera finalement acceptée,.

## Impact

### Dans Toulouse et son agglomération

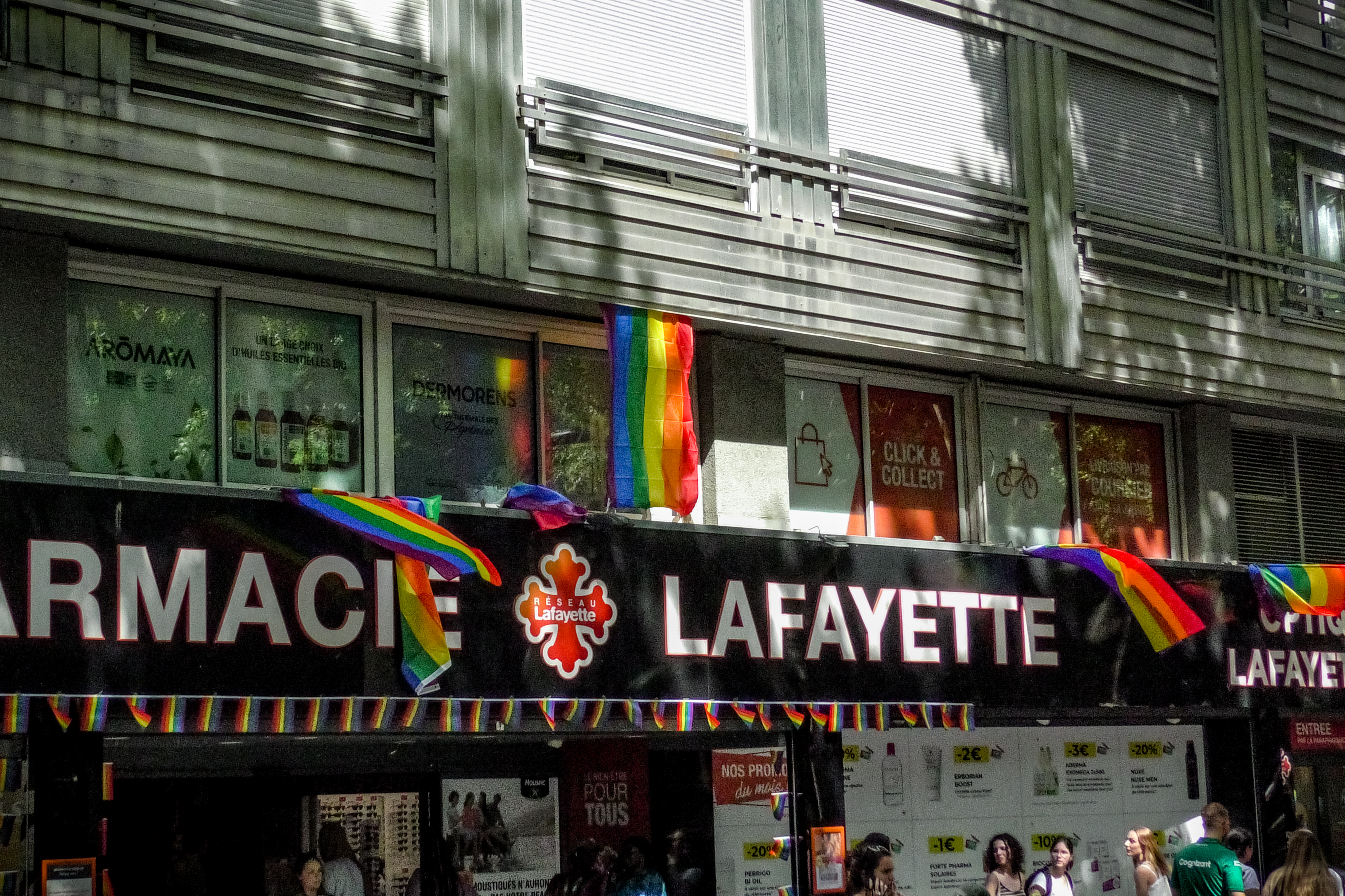
La pharmacie Lafayette du boulevard de Strasbourg, décorée à l'occasion de la pride 2023.

La marche est devenue au fil des années un événement majeur de la ville de Toulouse. À cette occasion, de nombreuses entreprises, institutions, commerces, associations ou encore médias participent à l'événement directement ou indirectement. Un village associatif est également installé toute la journée sur la place du Capitole,.

### Dans la région
Compte tenu de son importance, la marche des fiertés de Toulouse attire des participants bien au delà de l'agglomération toulousaine,. La SNCF met également régulièrement en place des tarifs spéciaux sur les trains régionaux afin de faciliter la venue à la marche,,,.